# Agnelli & Nelson
Agnelli & Nelson est un projet irlandais de trance-loop réunissant le duo Chris Agnelli et Robbie Nelson (qui se produisent également sous les noms Afterburn, Cortez, Green Atlas, et Quincey & Sonance) auteurs et producteur de dance connus pour leurs contributions dans la musique trance depuis 1997.

## Discographie

### Singles

#### SousAgnelli & Nelson
- Août 1998 : El Nino, Xtravaganza (UK) #21
- Septembre 1999 : Everyday, Xtravaganza (UK) #17
- Juin 2000 : Embrace, Xtravaganza (UK) #35
- Septembre 2000 : Hudson Street, Xtravaganza (UK) #29
- Juin 2002 : Everyday 2002, Xtravaganza (UK) #33
- Angels Fly, RGB
- Vegas, Xtravaganza
- Shivver, Xtravaganza
- Holding Onto Nothing, Xtravaganza (UK) #41, Vandit (Germany)

#### SousAfterburn
- Summer Sun, Tsunami
- North Pole, Xtravaganza
- Frattboy, Xtravaganza

#### SousCortez
- Scaramanga (Feat. Fergie), ID&T
- The Force (Feat. Fergie), ID&T

#### SousGreen Atlas
- Communicate, Tatsumaki

### Albums

#### SousAgnelli & Nelson
- Hudson Street, Xtravaganza
- Ibiza Euphoria, Telestar
- (with Alex Gold) Authentico Ibiza, Xtravaganza